# Kautzen
Kautzen est une commune autrichienne du district de Waidhofen an der Thaya en Basse-Autriche.